# Lednik Atjyk-Suu
Lednik Atjyk-Suu (ryska: Ледник Ачык-Суу) är en glaciär i Kirgizistan.   Den ligger i oblastet Osj, i den sydvästra delen av landet, 400 km söder om huvudstaden Bisjkek. Lednik Atjyk-Suu ligger 3 903 meter över havet.
Terrängen runt Lednik Atjyk-Suu är bergig åt sydväst, men åt nordost är den kuperad. Terrängen runt Lednik Atjyk-Suu sluttar norrut. Runt Lednik Atjyk-Suu är det mycket glesbefolkat, med 4 invånare per kvadratkilometer. Trakten runt Lednik Atjyk-Suu är permanent täckt av is och snö.